# یاروسلاوا پاولویچ
یاروسلاوا پاولویچ (بلاروسی: Ярослава Анатольевна Павлович؛ زادهٔ ۲ نوامبر ۱۹۶۹) اهل بلاروس است.